# Schleuse Kochendorf
Die Schleuse Kochendorf im Südteil der Stadt Bad Friedrichshall besteht in Fließrichtung des Neckars aus einer Doppelschleuse am rechten Ufer und einem links daneben liegenden Kraftwerk. Im Oberwasser schließt sich der etwa 4,60 km lange Seitenkanal Kochendorf an. Im weiteren Verlauf des Altarms des Neckars schließt sich dann auch das dazugehörige Stauwehr in Neckarsulm an. Unmittelbar unterhalb der Schleusenkammern kreuzt eine Brücke den Neckar, die auch dem Werksverkehr des Kraftwerks dient. Die Brückenunterkante liegt circa 20 cm über dem Oberwasserspiegel.

## Erweiterung rechte Schleusenkammer
Aufgrund der viel zu geringen Höhe der Brückenunterkante zum Oberwasserspiegel (neckaraufwärtige Seite) kann eine Verlängerung der rechten Schleusen nur nach Oberwasser (Südost-Seite) erfolgen. Nach der Verlängerung umfasst die Schleusenkammerlänge circa 140 m. Massivbau, Schleusentore und Antriebe der rechten Schleusenkammer stammen noch aus der Bauzeit 1954 und werden aufgrund des erreichten Endes der Nutzungsdauer ebenso wie die Schleusenausrüstung (Poller, Steigeleitern etc.) erneuert. Des Weiteren werden altersbedingt die Elektro-, Steuerungs- und Nachrichtentechnik ausgetauscht und auf den heutigen Stand der Technik gebracht. Einem dementsprechend erhöhten Platzbedarf folgt die Anpassung der Antriebshäuser. Im Rahmen der Baumaßnahme wird eine neue Seilstoßschutzanlage zur Verhinderung einer Schiffsanfahrung (Kollision eines Schiffs mit dem Schleusentor) des Tors im Unterhaupt eingebaut. Die Kammerwände, Schleusentore, Antriebe und die Elektrotechnik der linken Schleusenkammer (Baujahr 1925) wurden 1987 ausgetauscht. Im Zuge der Schleusenverlängerung wird der Vorhafen auf der rechten Seite angepasst. Des Weiteren erfolgt im Rahmen des Bauvorhabens als Kompensationsmaßnahme für die Schleusenverlängerung der Neubau einer Fischaufstiegsanlage auf der Seite des Kraftwerks.

## Voraussichtliche Bauzeit
Bauzeit wird voraussichtlich von 2022[veraltet] bis 2028 sein.

## Lage
Die Schleuse ist vom Rhein aus gesehen die elfte Anlage. Das dazugehörige Stauwehr befindet sich in Neckarsulm.

## Bootsschleppe
Im Gegensatz zu den meisten anderen Neckarschleusen hat die Schleuse Kochendorf keine Bootsschleppe. Auf der linken Seite vor dem Kraftwerk ist die Böschung flach und es führt ein Weg zu einer Treppe hinter dem Kraftwerk, allerdings ist die Zufahrt zum Kraftwerkskanal verboten. 